# Srbská Kamenice
Srbská Kamenice (německy Windisch Kamnitz) je obec v okrese Děčín v Ústeckém kraji v údolí řeky Kamenice, asi 11,5 kilometru severovýchodně od Děčína. Žije v ní 270 obyvatel.

## Historie
První písemná zmínka o vesnici pochází z roku 1352.

## Obyvatelstvo
Při sčítání lidu v roce 1921 ve vsi žilo 905 obyvatel (z toho 410 mužů), z nichž byli čtyři Čechoslováci, 885 Němců a šestnáct cizinců. Kromě jedenácti evangelíků a jednoho člověka bez vyznání byli římskými katolíky. Podle sčítání lidu z roku 1930 měla vesnice 932 obyvatel: šestnáct Čechoslováků, 895 Němců a 21 cizinců. Většina se hlásila k římskokatolické církvi, čtyři k evangelickým církvím, dva k nezjišťovaným církvím a 26 lidí bylo bez vyznání.
| Rok            | 1869  | 1880  | 1890  | 1900 | 1910 | 1921 | 1930 | 1950 | 1961 | 1970 | 1980 | 1991 | 2001 | 2011 | 2021 |
| -------------- | ----- | ----- | ----- | ---- | ---- | ---- | ---- | ---- | ---- | ---- | ---- | ---- | ---- | ---- | ---- |
| Počet obyvatel | 1 044 | 1 102 | 1 032 | 941  | 997  | 905  | 932  | 346  | 329  | 273  | 218  | 172  | 176  | 229  | 264  |
| Počet domů     | 184   | 192   | 197   | 198  | 204  | 202  | 203  | 176  | 88   | 80   | 74   | 133  | 130  | 134  | 144  |

## Pamětihodnosti

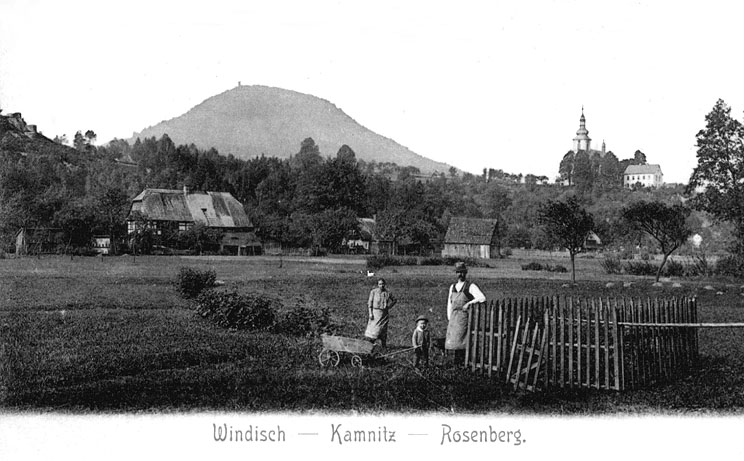
Srbská Kamenice s Růžovským vrchem v pozadí, pohled z roku 1904

- Muzeum opevnění druhé světové války
- Památník havarovaného letadla DC-9, Let JAT 367, jehož havárii přežila letuška Vesna Vulović
- Kostel svatého Václava
- Sousoší Korunování Panny Marie, pod kostelem naproti domu čp. 40
- Venkovské usedlosti čp. 2, 6, 11, 20, 26, 39, 45, 46, 64, 66, 79, 83, 97, 115, 155 a 162
- Přírodní rezervace Arba – louka v nivě řeky Kamenice na okraji obce[9]
- Přírodní rezervace Za pilou – mokřadní louka na jižním okraji obce, poblíž soutoku Bynoveckého potoka a Kamenice
- Přírodní památka Meandry Chřibské Kamenice – přirozeně se vyvíjející tok Chřibské Kamenice
- Královský smrk – památný strom, roste v údolí řeky Kamenice u mostu poblíž Dolského mlýna[10] (50°50′53″ s. š., 14°21′4″ v. d.)
- Kampfův dub – památný strom, stojí v údolíčku mimo zástavbu obce v otevřeném, zvrásněném úpatí Růžovského kopce[11] (50°50′0″ s. š., 14°20′47″ v. d.)

## Galerie

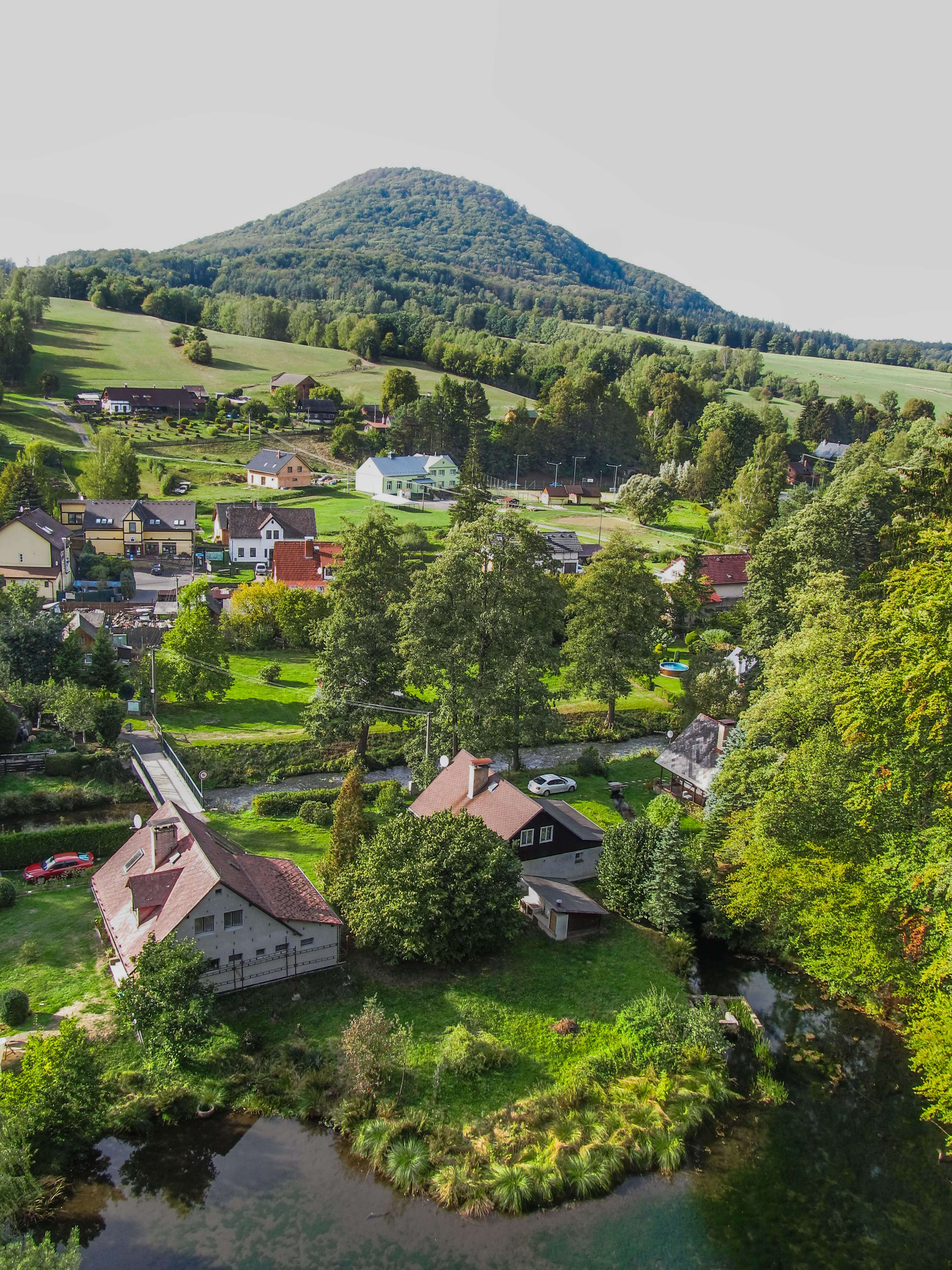
Srbská Kamenice z vyhlídky nad jezírkem, v pozadí Růžovský vrch
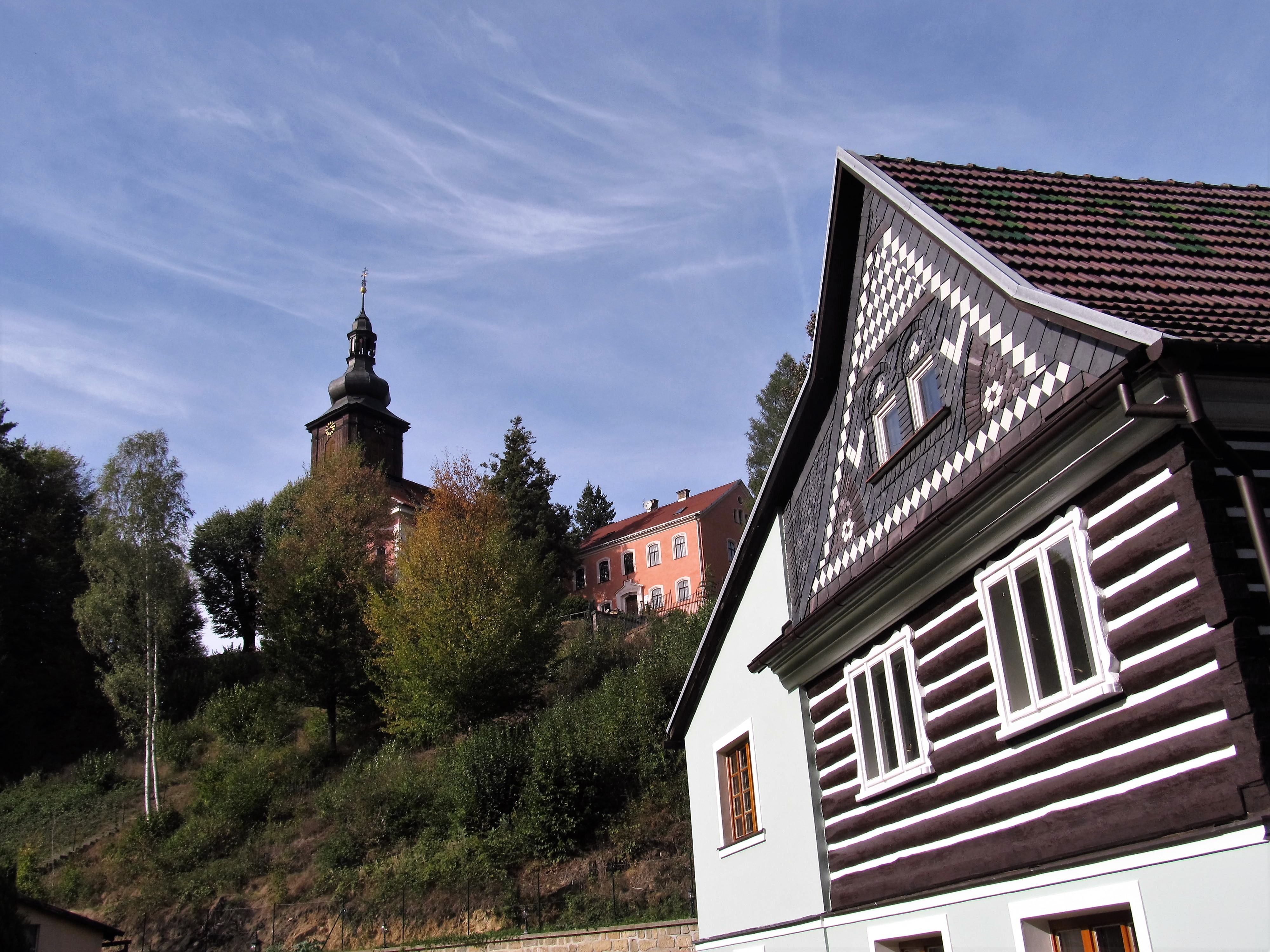
Srbská Kamenice, v pozadí kostel sv. Václava
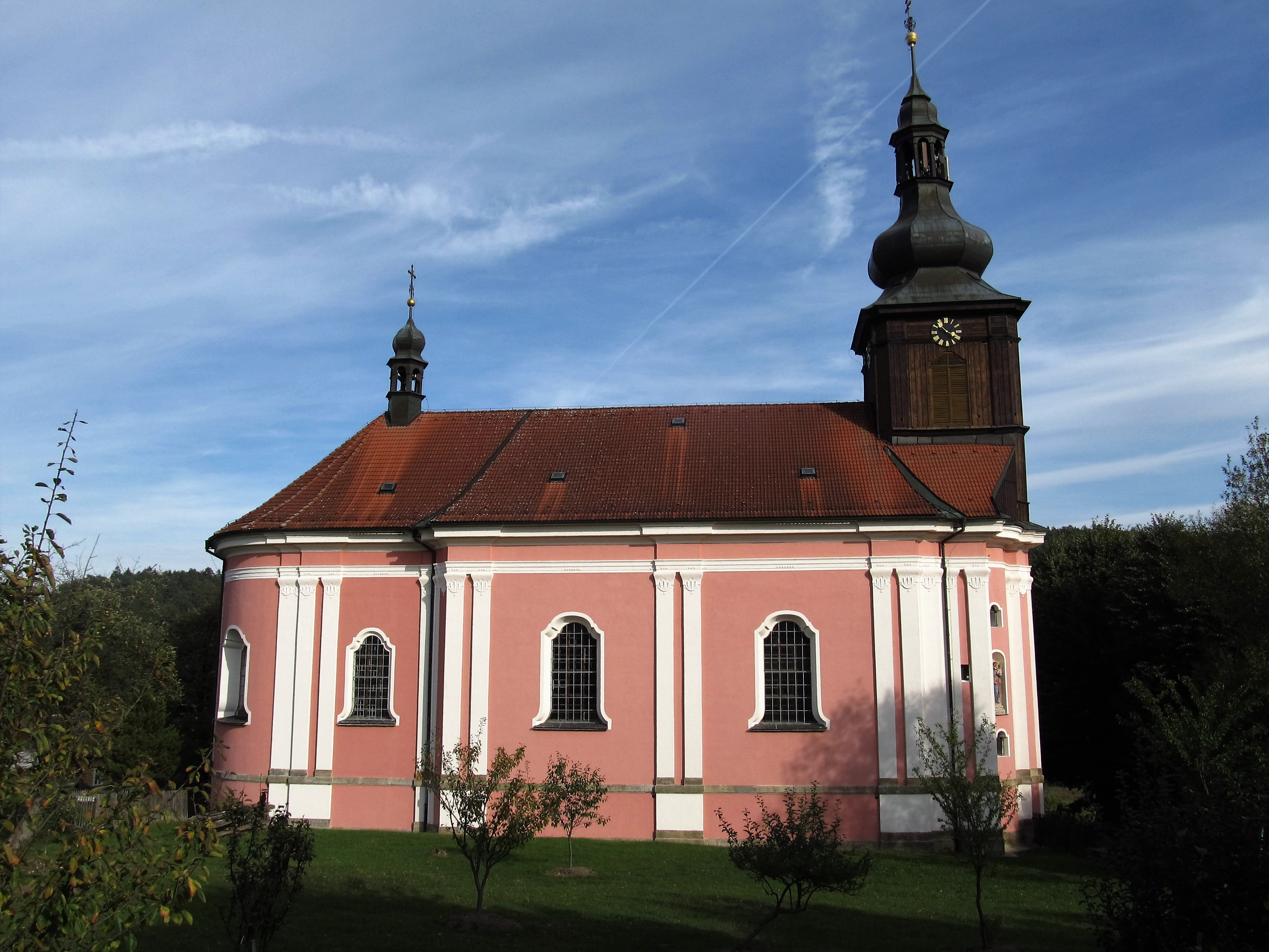
Kostel sv. Václava
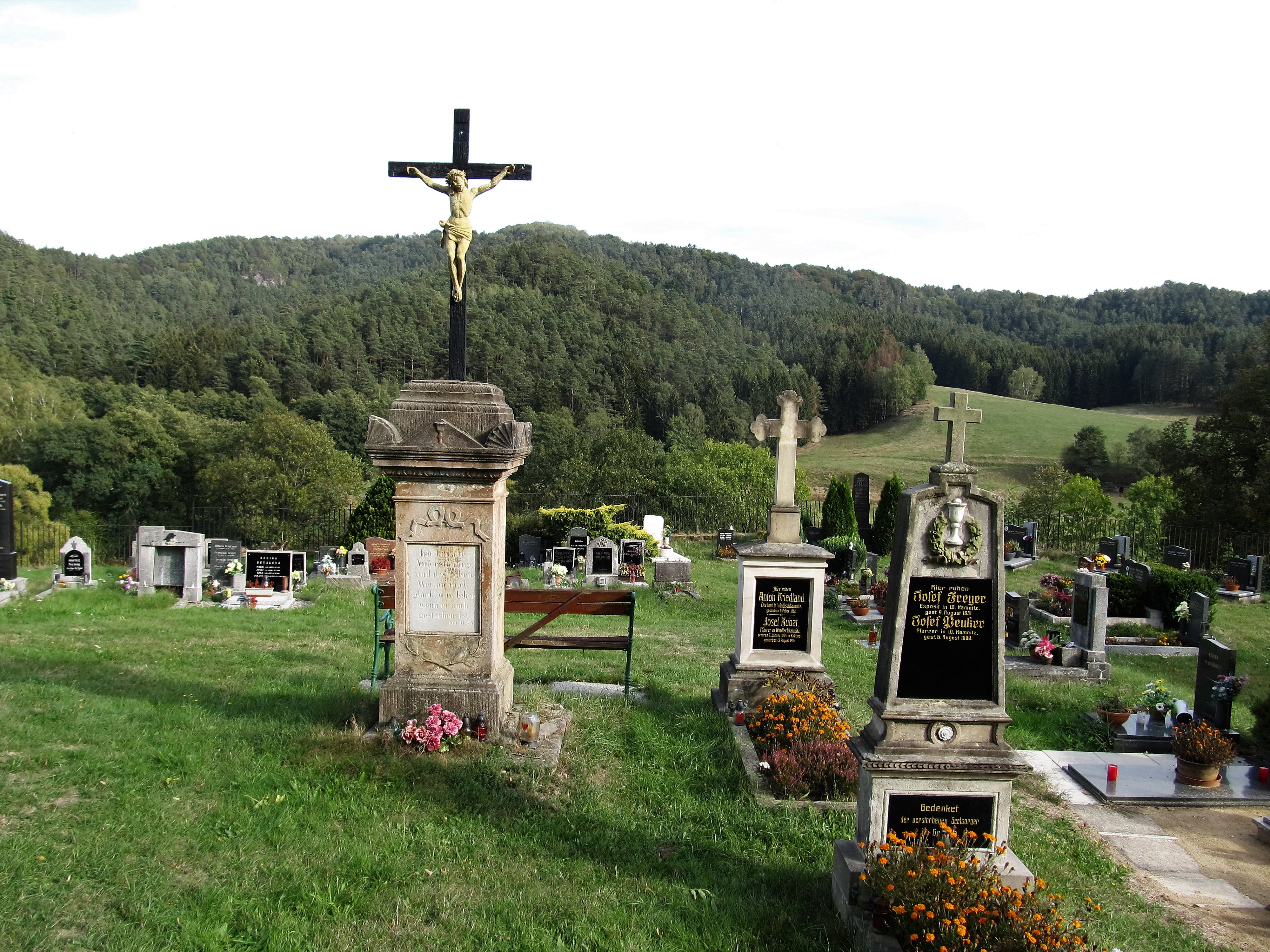
Hřbitov
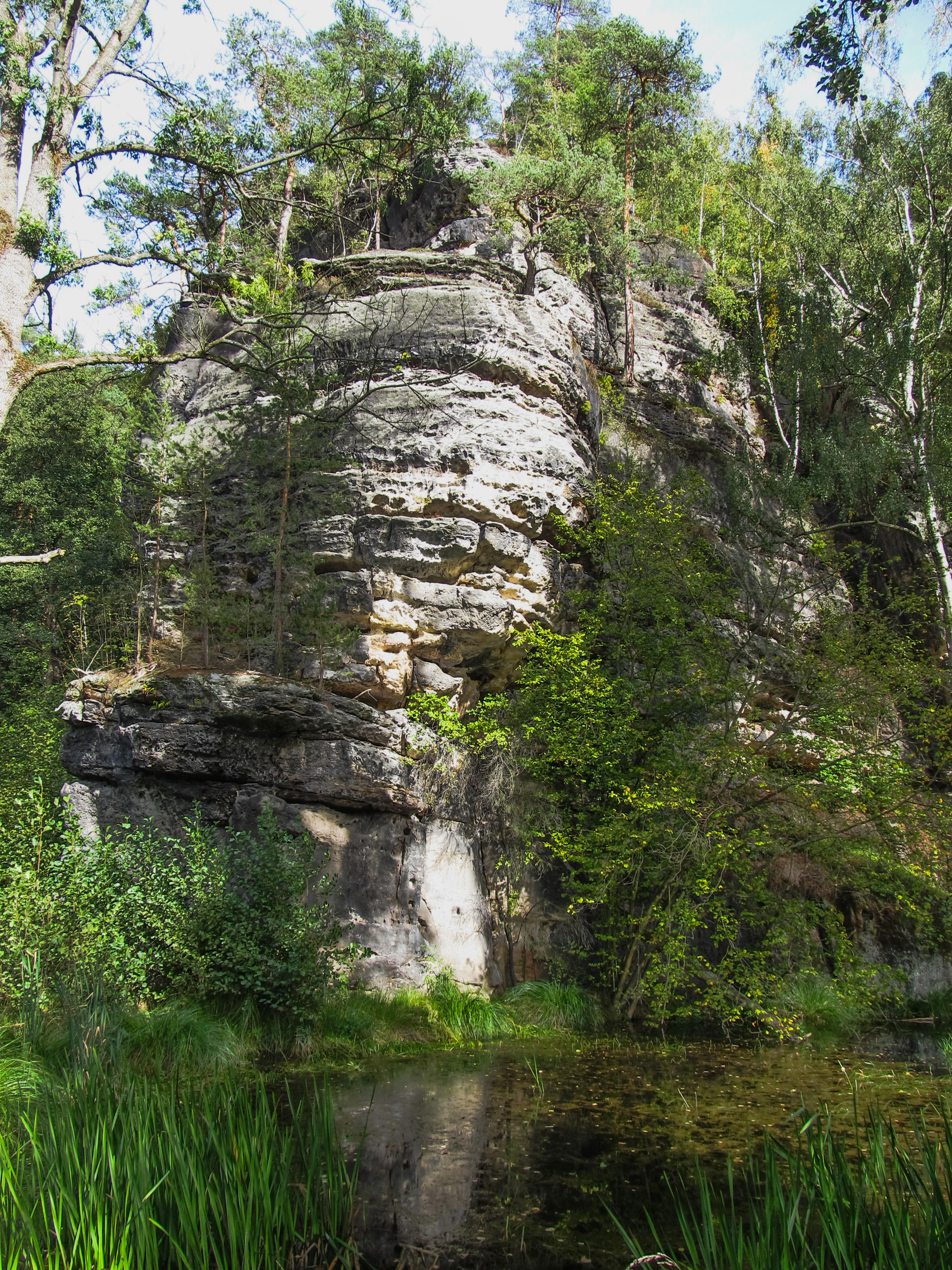
Skály u jezírka